# Liste des dirigeants du SOE
La liste suivante est celle de personnes ayant eu une fonction de dirigeant, de cadre ou d'instructeur au sein du service secret britannique Special Operations Executive. Le cas échéant, est indiquée la fonction la plus significative occupée par la personne au SOE.

## Liste
- Pat Anderson
- John Anstey, adjoint du chef de la Force 136
- Vera Atkins (sigle FV, puis F Int, puis F)
- Richard H. Barry
- Georges Bégué, responsable des transmissions, section F
- Nicolas Bodington, second de la section F (sigle FN)
- Robert Archibald Bourne-Paterson, officier d’état-major (sigle F Plans)
- Robin Brook
- Dallas Brooks
- Maurice Buckmaster, chef de la section F (sigle F)
- Thomas Cadett, adjoint de H.R. Marriott
- Arthur Christie
- Dick Crossman
- L.H. Dismore
- Douglas Dodds-Parker
- William Ewart Fairbairn, instructeur de combat à mains nues
- Nancy Fraser-Campbell (plus tard Roberts), secrétaire puis capitaine d’état-major
- Hugh Gaitskell
- Lewis Gielgud, recruteur de la section F
- Donald E.F. Green, dit Killer Green, instructeur en cambriolage
- Colin Gubbins, chef du SOE (CD)
- Charles Hambro
- Patrick Hancock
- Ronald Hazell[1], chef de la section EU/P.
- Matthew Hodgart, officier d'état-major de la Force 136
- Ralph Hollingworth, chef de la section danoise
- Leslie Humphreys, premier chef de la section F puis chef de la section DF (lignes d’évasion)
- Sir J.R.H. Hutchinson
- Gladwyn Jebb
- Selwyn Jepson, recruteur de la section F
- James Klugmann, chef de la section yougoslave (Y)
- Rex Lecper
- Bruce Lockhart
- Colin Hercules Mackenzie, chef de la Force 136
- Leo Marks
- H.R. Marriott, chef de la section F
- Ernest Henri van Maurik
- Gavin Maxwell
- Christopher Mayhew
- Eric Edward Mockler-Ferryman, adjoint de Colin Gubbins
- Gerry Morel, chef des opérations de la section F (sigle F Ops)
- J.W. Munn, premier directeur de Massingham
- Sir Frank Nelson[Lequel ?]
- Eric Piquet-Wicks, chef de la section RF
- Sir Brooks Richards
- John Senter, directeur de la sécurité au SOE
- Frank Spooner
- H. N. Sporborg, adjoint de Colin Gubbins
- Frank Stagg, responsable du recrutement et de l'entraînement de la section danoise
- Bickham Sweet-Escott
- Eric Anthony Sykes, instructeur de combat à mains nues
- George Taylor
- Gerald Templer
- Ronald Thornley
- Penelope Torr, officier archiviste (sigle F Recs)
- Jacques Vaillant de Guélis
- Lord Vansittart
- Roger de Wesselow, directeur de Wanborough Manor
- John Wilmot
- John Skinner Wilson, chef de la section SN (Norvège)
- James Young[Lequel ?]

## Sources
- Michael R. D. Foot, Des Anglais dans la Résistance. Le Service Secret Britannique d'Action (SOE) en France 1940-1944, annot. Jean-Louis Crémieux-Brilhac, Tallandier, 2008,  (ISBN 978-2-84734-329-8). Traduction en français par Rachel Bouyssou de (en) SOE in France. An account of the Work of the British Special Operations Executive in France, 1940-1944, London, Her Majesty's Stationery Office, 1966, 1968 ; Whitehall History Publishing, in association with Frank Cass, 2004. Ce livre présente la version officielle britannique de l’histoire du SOE en France.
- Sarah Helm, Vera Atkins, une femme de l’ombre. La Résistance anglaise en France, éditions de Seuil, 2010 ;  (ISBN 978-2-02-098536-9)